# 安德里·塞爾迪諾夫
安德里·維克托羅維奇·塞爾迪諾夫（羅馬化：Andrii Viktorovych Serdinov；1982年11月17日—），乌克兰男子游泳运动员，主攻蝶泳，曾参加过2000年奥运会、 2004年奥运会和2008年奥运会，其中2004年奥运会获得男子100米蝶泳铜牌。